# Difracción Anómala Múltiple
Se conoce como MAD (Multiwavelength Anomalous Dispersion/Diffraction o Dispersión/Difracción Anómala Múltiple) a una técnica cristalográfica empleada para determinar la estructura de moléculas. Se basa en las pequeñas diferencias en la intensidad de la difracción causadas por el fenómeno de la dispersión anómala o absorción de los rayos X por ciertos átomos presentes en la molécula. Se utiliza principalmente para determinar la estructura de macromoléculas, como las proteínas. El uso de sincrotrones como fuentes de rayos X y el desarrollo teórico y experimental, llevado a cabo por Jerome Karle y Wayne Hendrickson entre otros, resultaron en una notable expansión del método a finales del siglo XX.

## Desarrollo del método
El físico sueco Ivar Waller fue el primero en predecir teóricamente la dispersión por rayos X en 1928 y en 1933 el alemán Helmut Höln proporcionó los primeros cálculos de la magnitud del efecto. Dos décadas más tarde, Johannes Bijvoet se percató de que este efecto posibilitaba identificar el enantiómero correcto de la estructura del tartrato de sodio-rubidio y en 1954 predijo que el método podría utilizarse para resolver estructuras de novo sin ningún tipo de información previa.
En 1956, Okaya y Pepinsky propusieron explotar la variación de la dispersión con la longitud de onda y Jerome Karle introdujo en 1967 un análisis algebraico del método para determinar la estructura a partir de la dispersión anómala a diferentes longitudes de onda; este análisis fue refinado en 1980; por aquel entonces, se estaban comenzando a habilitar sincrotrones como fuentes de rayos X. A diferencia de los tubos de rayos X, que emiten radiación monocromática, la radiación sincrotrón cuenta con un amplio espectro y es sencillo seleccionar las longitudes de onda específicas donde se observan extremos de dispersión anómala. Phillips y sus colaboradores reconocieron el potencial para la solución de estructuras de macromoléculas y Wayne Hendrickson realizó aportes claves a la técnica, incluyendo la adopción de un protocolo para sustituir el aminoácido metionina en proteínas recombinantes por seleniometionina; los átomos de selenio exhiben una dispersión anómala fácilmente detectable a las longitudes de onda obtenibles en líneas de luz sincrotrón. Gracias a estos avances la dispersión anómala múltiple ha llegado a ser uno de los métodos más empleados para elucidar nuevas estructuras de macromoléculas.

## Fundamentos teóricos

Efecto del factor anómalo de forma: El vector FH es la contribución al factor de estructura de un átomo pesado a una longitud de onda con dispersión anómala baja. El vector FHA es el factor de estructura para la misma reflexión cerca de un salto de absorción donde las magnitud del efecto anómalo es mayor. La componente imaginaria del factor anómalo causa un cambio de fase, y ambas componentes alteran la amplitud (igual al módulo del vector) del factor de estructura.

El método MAD, al igual que el método relacionado SAD, se basa en las diferencias en intensidad de los rayos X reflejados por un cristal a raíz del fenómeno de la dispersión anómala.

La amplitud de los pares Friedel FT y FT- no es igual en la presencia de absorción por un átomo o grupo de átomos en la molécula, cuya contribución no anómala al factor de estructura está representada por FH. En cambio, en la ausencia de absorción (f" ≈ 0), la amplitud de FPH y FPH es igual.

### Dispersión anómala
Cuando la energía —inversamente proporcional a la longitud de onda— de los rayos X incidentes en un material es diferente a la energía que mantiene a los electrones ligados al núcleo, dichos electrones interactúan con el campo electromagnético como electrones libres; la dispersión elástica conjunta de todos los electrones del átomo, cuantificada por el factor de forma atómica elástico  {\displaystyle f_{0}}, da lugar a la difracción cristalina. La dispersión anómala ocurre cuando la energía de los rayos X es similar a la energía de ligadura de los electrones en un determinado nivel atómico; en este caso, los electrones entran en resonancia con el campo electromagnético, oscilando en fase con este.  Dichos electrones pueden además absorber energía de los rayos X y alcanzar un nivel de energía atómico superior; estas discontinuidades en las propiedades de absorción del átomo a las energías de los niveles atómicos se conocen como saltos de absorción.
La dispersión anómala se describe matemáticamente por un número complejo, el factor atómico anómalo: {\displaystyle f_{a}=f'+if''}. La parte real {\displaystyle f'} se conoce como término dispersivo, y la parte imaginaria {\displaystyle f''}, como término de absorción.{\displaystyle f'} y  {\displaystyle f''} están relacionadas por las ecuaciones de Kramers-Kronig.
A diferencia de la componente elástica {\displaystyle f_{0}}, el factor de dispersión anómalo experimenta una importante variación con al energía del campo electromagnético en la proximidad de un salto de absorción atómico. El factor de forma atómica total {\displaystyle f} es la suma del término elástico y el término anómalo:
{\displaystyle f=f_{0}+f'+if''}

### Determinación de la estructura
La componente anómala del factor de forma atómico introduce una diferencia en el factor de estructura cristalino {\displaystyle \mathbf {F} } para una reflexión medida a dos longitudes de onda diferentes. Además la parte imaginaria del factor de forma {\displaystyle f''} causa también una diferencia en la magnitud del factor de estructura para la reflexiones relacionadas por un centro o plano de simetría de la red recíproca. Estas diferencias son normalmente pequeñas en cristales de materiales orgánicos, como las proteínas o ácidos nucleicos, pues los saltos de absorción de los átomos conformante ocurren a longitudes de onda mucho mayores —es decir, menor energía— que la de los rayos X empleados para estudiar los cristales. El efecto es mucho más detectable en cuando las moléculas orgánicas contienen metales u otros átomos pesados, pues la energía de ligadura de los electrones aumenta con el número atómico. Los átomos pesados pueden estar presentes naturalmente o ser incorporados a la molécula mediante técnicas químicas o biológicas; entre estas, la más frecuentemente empleada es la sustitución de los átomos de azufre en el aminoácido metionina por selenio, con parecidas propiedades químicas pero con un salto de absorción a una energía de 12,6 keV, propicia para los experimentos cristalográficos. En la presencia de tales átomos pesados, el factor de estructura total se puede expresar como la suma del factor de estructura correspondientes a todos los átomos ligeros {\displaystyle \mathbf {F} _{P}},  y los átomos pesados {\displaystyle \mathbf {F} _{H}}, más la contribución anómala de estos, dependiente de la longitud de onda {\displaystyle \mathbf {f} _{A}(\lambda )}:
{\displaystyle \mathbf {F} =\mathbf {F} _{P}+\mathbf {F} _{H}+\mathbf {f} _{A}(\lambda )=\mathbf {F} _{PH}+\mathbf {f} _{A}(\lambda )}
En el caso más simple en que todos los átomos con dispersión anómala sean del mismo tipo, la intensidad de la reflexión se puede expresar como:
{\displaystyle |\mathbf {F} |^{2}=|\mathbf {F} _{PH}|^{2}+{\frac {f'^{2}+f''^{2}}{f_{0}^{2}}}|\mathbf {f} _{A}|^{2}+2{\frac {f'}{f_{0}}}|\mathbf {F} _{PH}||\mathbf {f} _{A}|\cos(\alpha -\alpha _{A})+2{\frac {f''}{f_{0}}}|\mathbf {F} _{PH}||\mathbf {f} _{A}|\sin(\alpha -\alpha _{A})}
Como las amplitudes de los pares Friedel {\displaystyle |\mathbf {F} ^{+}|} de {\displaystyle |\mathbf {F} ^{-}|} no son equivalentes en la presencia de dispersión anómala, a cada longitud de onda se obtienen dos ecuaciones diferentes para cada reflexión; a dos longitudes de onda se pueden determinar, en principio, las tres cantidades desconocidas {\displaystyle |\mathbf {F} _{PH}|}, {\displaystyle |\mathbf {f} _{A}|} y {\displaystyle \alpha -\alpha _{A}}. Cuando las diferencias dispersivas y anómalas son lo suficientemente grandes, las posiciones de los átomos de selenio u otro átomo pesado se pueden calcular por métodos directos o síntesis de Patterson, lo que a su vez permite obtener la fase para la contribución anómala {\displaystyle \alpha _{A}} y, seguidamente la fase total {\displaystyle \alpha }. Una vez conocidos tanto las amplitudes como las fases del factor de estructura, se usa la transformada rápida de Fourier para calcular un mapa de densidad electrónica que muestra la posición de los átomos de la molécula.

## Experimento

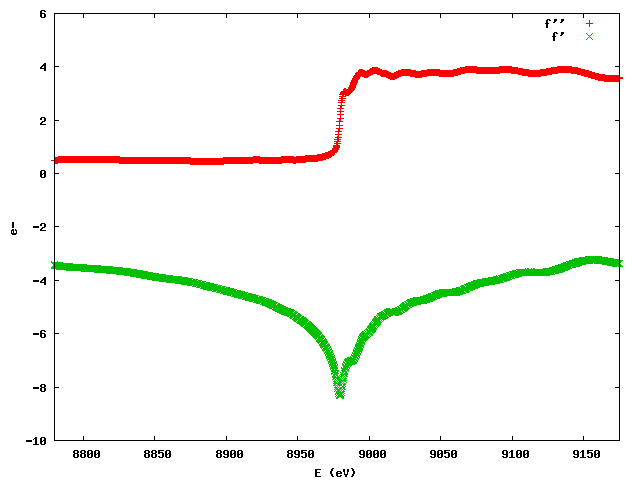
Valores de y alrededor de un salto de absorción. Los valores de se calculan a partir de la fluorescencia emitida por la muestra a cada energía. Los valores de se obtienen aplicando las ecuaciones de Kramers-Kronig.

Para maximizar las diferencias anómalas en las reflexiones cristalinas, las longitudes de onda para el experimento deben ser aquellas donde las componentes del factor anómalo de forma {\displaystyle f'} y {\displaystyle f''} alcancen valores extremos; esto requiere el uso de una fuente de rayos X de amplio espectro, como un sincrotrón y un monocromador para seleccionar la longitud de onda deseada. Para maximizar tando las diferencias anómalas como las diferencias dispersivas deben seleccionarse las siguientes longitudes de onda:
- La longitud de onda correspondiente al punto de inflexión del salto de absorción —{\displaystyle f'} mínima—.
- Inmediatamente por encima del salto de absorción —{\displaystyle f''} máxima—.
- Una longitud de onda "remota" o alejado del salto de absorción donde {\displaystyle f'} sea tan cercana a cero como sea práctico. A veces se seleccionan dos longitud de onda remotas, a ambos lados del salto de absorción.

Para determinar la posición de las longitudes de onda para un cristal determinado se mide la fluorescencia del cristal, directamente proporcional al valor de  {\displaystyle f''}, mediante un barrido en un intervalo de longitudes de onda cercanas al salto de absorción. {\displaystyle f'} se puede calcular a partir de la curva resultante usando la relación de Kramers-Kronig.
Una vez determinadas las longitudes de onda, se miden los mismos patrones de difracción en todas ellas; como en muchos experimentos de cristalografía convencionales, normalmente se usa el método de rotación u oscilación, haciendo girar el cristal alrededor de un eje fijo perpendicular al haz de rayos X. También se miden los pares Friedel o Bijvoet a cada una de las longitudes de onda; dependiendo de la orientación y simetría del cristal, los pares de reflexiones Friedel se pueden medir sin reorientar el cristal, o invirtiendo su posición con una rotación de 180 grados alrededor del eje, práctica conocida como «haz inverso».